# Abbas ibn Nasih
ˁAbbās ibn Nāṣih (Algeciras - m. hacia 852) fue un poeta andalusí cuya obra supone la transición entre la poesía clásica árabe y la introducción del modernismo en la lírica de al-Ándalus. Llegó a ostentar el cargo de cadí de la Cora de Algeciras.
Bereber de la tribu Maṣmūdah, fue hijo del esclavo de una familia aristócrata de Al-Yazira Al-Jadra (Algeciras). Se educó en Egipto y viajó largamente por Arabia —llegando incluso a dominar el dialecto de los beduinos— y el actual Irak, donde entró en contacto con los círculos literarios de Basora y Kufa y tuvo relevantes maestros, como Al-Aṣmaˁī.
Regresó al Ándalus y volvió a marchar a Oriente y a su regreso al emirato cordobés entró al servicio de Alhakén I, como su panegirista favorito.
Ibn Nāṣih fue un poeta de aliento clásico y su conocimiento de la cultura y lengua beduina le proporcionó un alto dominio del léxico arcaizante y exquistito de la antigua poesía árabe. Sin embargo, su aprendizaje en Irak al lado de los poetas modernistas, entre los que figuró el gran Abū Nuwās, le llevó a ser el introductor de la corriente modernista en la poesía andalusí.
El propio Ibn Nāṣih cuenta en una de las anécdotas a que tan aficionada es la historiografía literaria árabe, que él mismo buscó conocer a Abū Nuwās, a quien encontró en su palacio rodeado de discípulos y hombres de letras. Según este relato, Nuwās, finalizada la tertulia preguntó por aquel desconocido que había estado callado durante todo el conciliábulo por su identidad, a lo que Ibn Nāṣih respondió que era un aspirante a literato de Extremo Occidente, del emirato de Córdoba. Entonces el gran maestro persa de la poesía báquica y homoerótica le pidió (demostrando un buen conocimiento de la literatura provinciana occidental) que recitara algún poema de Abū-l-Majšī, el más célebre de los líricos andalusíes del siglo VIII, a lo que el algecireño respondió con la célebre composición en la que Majšī describe su ceguera, originada por un castigo en el transcurso de las revueltas fratricidas en tiempo de Abderramán I. Nuwās, elogiando la poesía de Majšī, le preguntó si era ˁAbbās ibn Nāṣih el mejor poeta de al-Ándalus, a lo que respondió que sí, y seguidamente Nuwās le pidió que recitara alguna de sus obras. Al oír la declamación de la casida que incluye los versos «¡Yo acerté a dar en el blanco de la poesía! / ¿Cuántos son los que han logrado dar en ese blanco?», el maestro reconoció la voz sincera de ˁAbbās ibn Nāṣih y descubrió su identidad, proclamando a ese poema como el mejor de Occidente y prolongando durante un año una amistad mutua.
Sus últimos años los pasó como cadí de Algeciras y cultivando una poesía ascética (zuhd), retirado de los cenáculos cortesanos del emirato, siguiendo la tendencia oriental que practicó incluso el hedonista Abū Nuwās.
También se cuenta otra facecia en la que un Ibn Nāṣih ya ejerciendo el magisterio de la poesía andalusí en tiempo de Alhakén I, comenzó a recitar una casida que fue corregida por un joven Yaḥyà al-Ġazāl con gran acierto. Yaḥyà ibn Al-Ḥakam Al-Bakrī, apodado «al-Ġazāl» (gacela), jienense nacido en 772 y fallecido en 866, sería el más legendario poeta andalusí del siglo IX a la muerte de ˁAbbās ibn Nāṣih.